# Дрезденские романтики
Дрезденские романтики (нем. Dresdner Romantiker) — историко-региональная художественная школа немецкого романтизма начала XIX века, oбразованная группой живописцев-пейзажистов, работавших в столице Саксонии Дрездене и окрестностях. «Главной особенностью творчества дрезденских романтиков было религиозное, мистическое и одновременно поэтическое отношение к природе». Пейзаж рассматривался ими не только в качестве объекта изображения, но прежде всего «как божественная субстанция».
По определению поэта Новалиса, «ландшафт следует рассматривать как дриаду и ореаду. Ландшафт нужно ощущать как тело… идеальное тело для особого рода души, населяющей деревья, камни». Признанный глава школы дрезденских романтиков Каспар Давид Фридрих был глубоко религиозным художником, но особенного пантеистического мироощущения. Его божество — «жизнь мирового духа, растворённого в природе… немая музыка». Сам Фридрих называл себя «христианским художником», а свой живописный пантеизм, кажущийся языческим, «искусством созерцания Мирового Духа, растворённого в природе и символизирующего вочеловечение Христа в мире». По словам его друга, писателя-романтика Людвига Тика, он был мастером «возвышенной печали».
Фридрих не одобрял «назидательной живописи» своих современников, немецких назарейцев, использовавших традиционные библейские сюжеты для своих стилизаций под картины старых мастеров. Фридрих и его друзья считали себя «современными и антиклассичными художниками». К школе дрезденских романтиков помимо Фридриха относят творчество К. Блехена, Й. К. Даля, К. Г. Каруса, Й. Х. Кленгеля, К. Вагнера, Я. В. Мехау, Э. Ф. Эме, А. Хайнриха.
Исследователи находят связь пейзажей дрезденских романтиков с успехом «Поэм Оссиана» Дж. Макферсона: «Всякой душе, знающей Оссиана, подвластно таинственное». Художник «должен рисовать не просто то, что видит перед собою, — утверждал Фридрих, — но и то, что видит в себе. Но если он не видит в себе ничего, ему не надо рисовать и то, что он видит перед собой. Иначе его картины будут походить на ширмы, за которыми так и представляешь себе, что лежит больной, а то и мертвец».
Близким к дрезденскому кружку художников был Филипп Отто Рунге. Свою «философию пейзажа души», согласно йенскому романтизму, Рунге сформулировал в девизе: «Всё тяготеет к ландшафту, постигающему универсум».
Под влиянием романа Людвига Тика «Странствия Франца Штернбальда» (1798) Рунге развил умозрительный взгляд на «пейзаж» как на «великий иероглиф» (Großer Hieroglyphe). По мнению Рунге, «глубочайшая мистика религии» могла выразиться только в новом искусстве особого «пейзажа», который он имел в виду, составлявшего ядро его романтической художественной концепции. Рунге был вдохновлён идеей объединения живописи, поэзии, музыки и архитектуры в единое произведение искусства: Гезамткунстверк (нем. Gesamtkunstwerk). Он пытался переводить на немецкий «Поэмы Оссиана» и рисовал к ним иллюстрации. Испытав влияние мистика Якоба Бёме, Рунге предсказывал «гибель католицизма».
Романтическая идеализация и субъективное видение природы самым необычным образом соединялась у дрезденских художников с несколько странной на первой взгляд суховатой, графичной манерой письма, с тщательным и даже педантичным вырисовыванием мельчайших деталей. Дрезденские романтики часто пренебрегали академическими правилами композиции и перспективы, использовали необычные ракурсы, наложения пространственных планов, контрасты масштабов, «взгляд из окна» и панорамные виды. Неожиданным образом педантичная техника, «застылость» пейзажа и изображённых в нём фигур не создавали впечатления холодности, а напротив — «дарили тончайшие поэтические настроения».
Типичным для романтического искусства было изображение руин — символа течения времени на фоне вечного пейзажа с предстоящими, созерцающими фигурами людей. Фридрих и Блехен любили изображать воображаемые, придуманные ими руины вполне сохранившихся действительных сооружений. В Йене Фридрих встречался с Гёте, его искусство было близко воззрениям йенских романтиков, и хотя сам Гёте критически относился к живописи Фридриха, первая премия кружка ваймарских классицистов на конкурсе «Друг искусства» в 1805 году была присуждена именно этому художнику.
Всех художников связывала крепкая дружба. Характерно, что многие из них — К. Д. Фридрих, Й. К. Даль, Ф. О. Рунге — учились не в Дрезденской, а в более либеральной Копенгагенской академии искусств. А. Г. Карус вообще не имел академического образования.
На короткий период картины Фридриха привлекли внимание публики своей необычностью, но вскоре его лишились, поскольку, как говорили друзья художника, «грустные настроения интересуют небольшое количество людей».
В России страстным почитателем и собирателем картин К. Д. Фридриха был В. А. Жуковский. По-настоящему картины дрезденских романтиков оценили только на рубеже XIX—XX веков, поскольку оно оказалось созвучным мечтательным, пассеистским настроениям периода модерна.
Многие картины дрезденских романтиков хранятся в Музее дрезденского романтизма — в Кюгельгенхаусе, открытом в 1981 году в Дрездене, другие — в Старой национальной галерее в Берлине и Галерее новых мастеров в Дрездене.

## Галерея

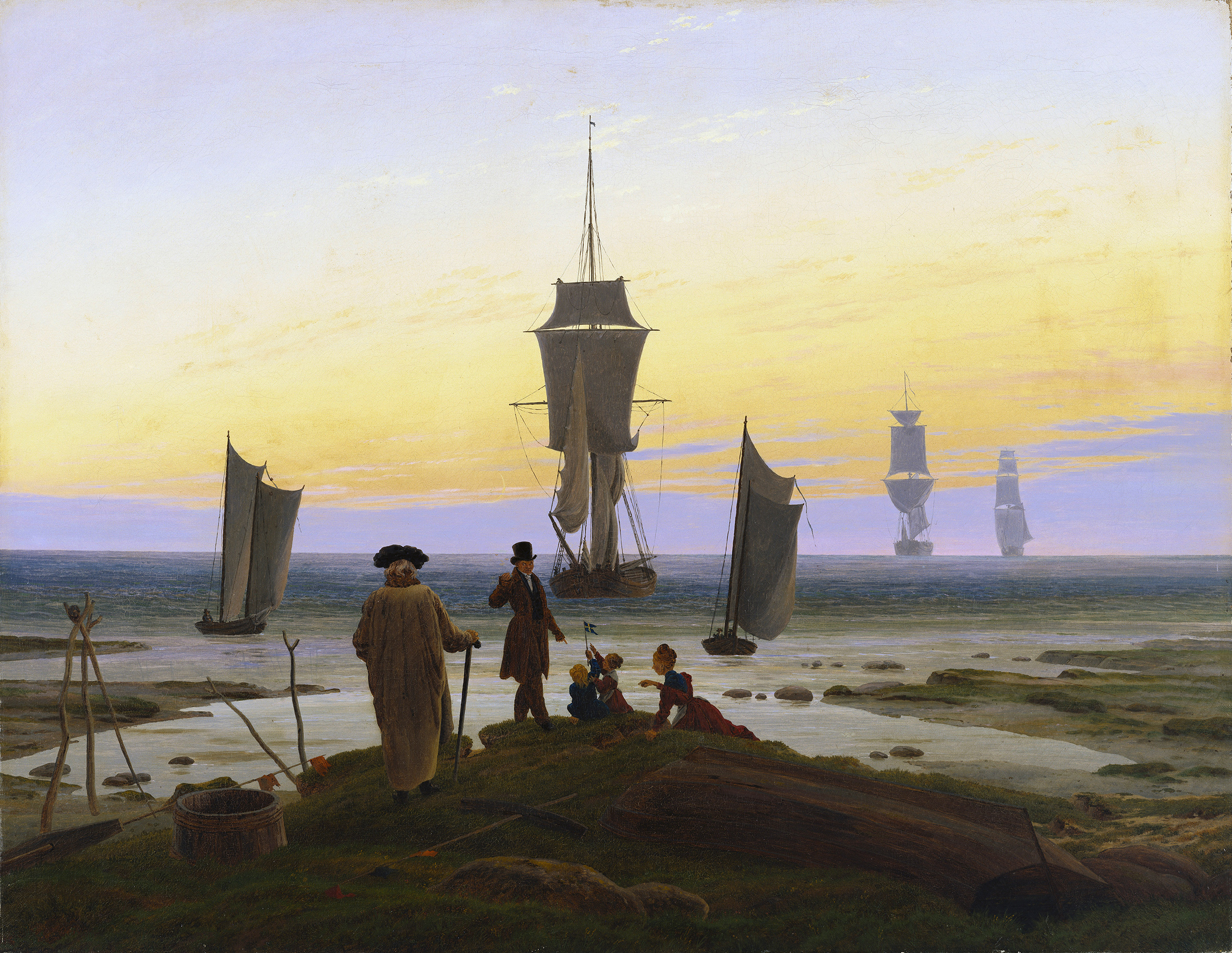
К. Д. Фридрих. Этапы жизни (Три возраста жизни). 1835. Холст, масло. Музей изобразительных искусств, Лейпциг
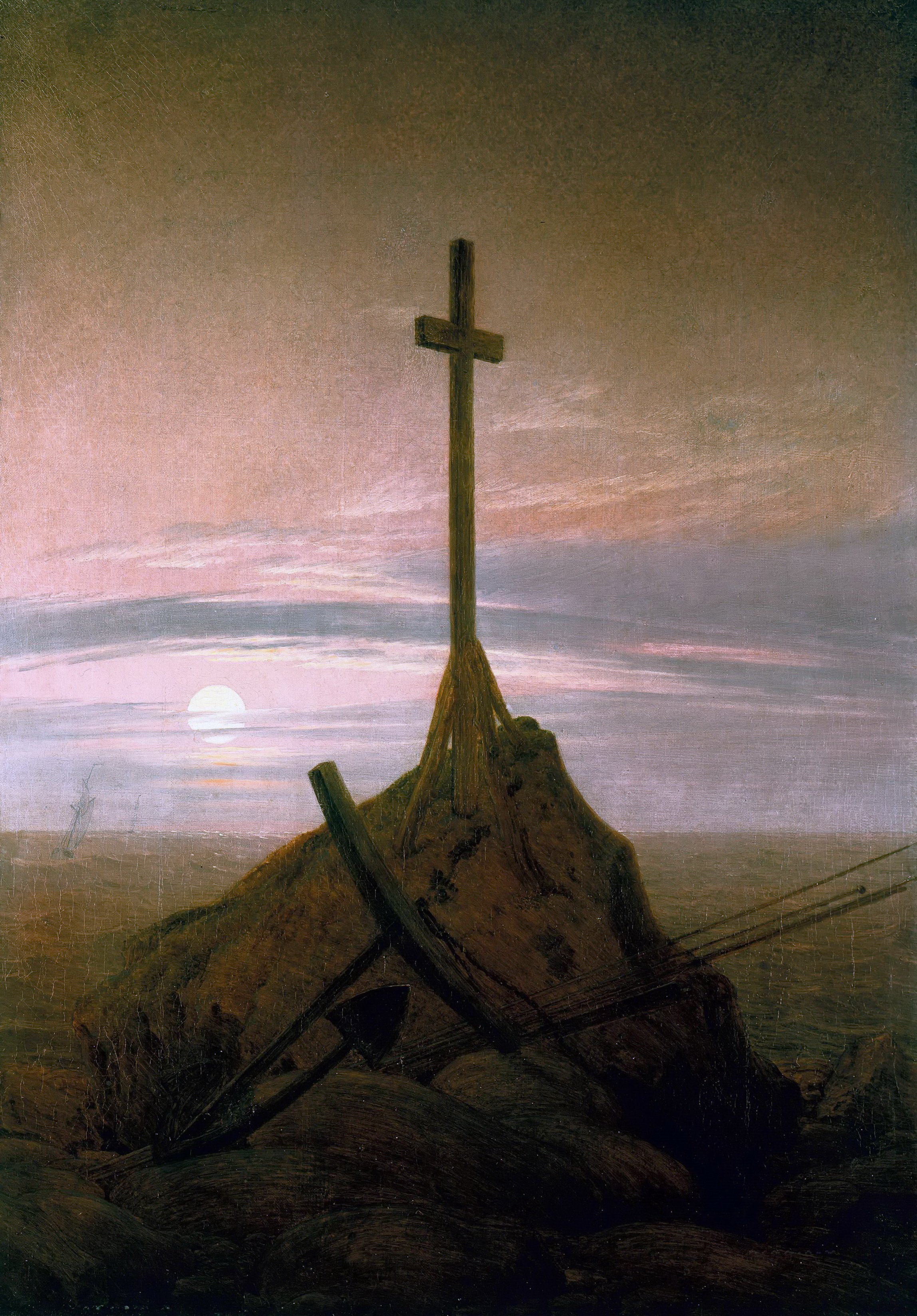
К. Д. Фридрих. Крест над Балтикой. 1815. Холст, масло. Дворец Шарлоттенбург, Берлин
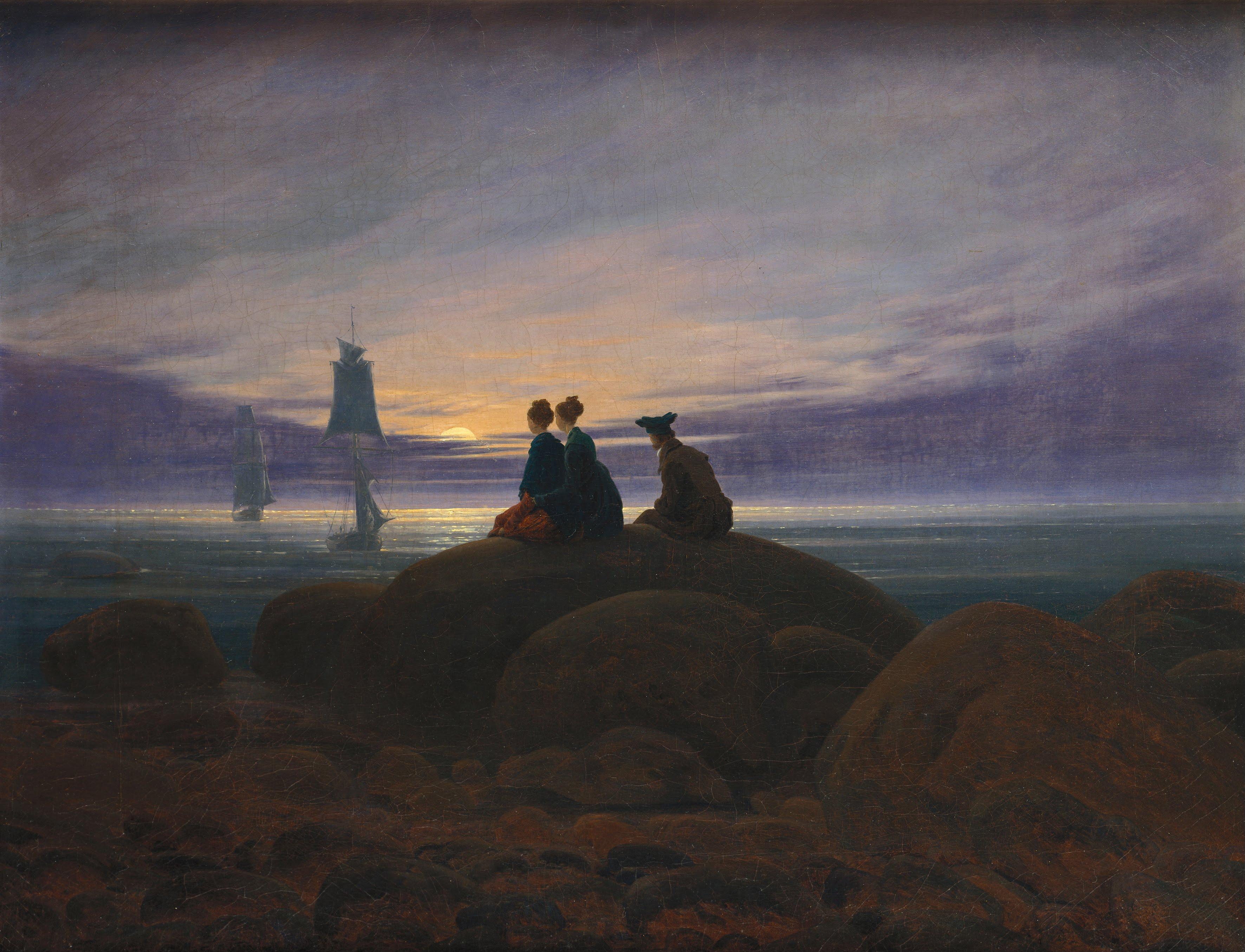
К. Д. Фридрих. Восход луны над морем. 1822. Холст, масло. Старая национальная галерея, Берлин
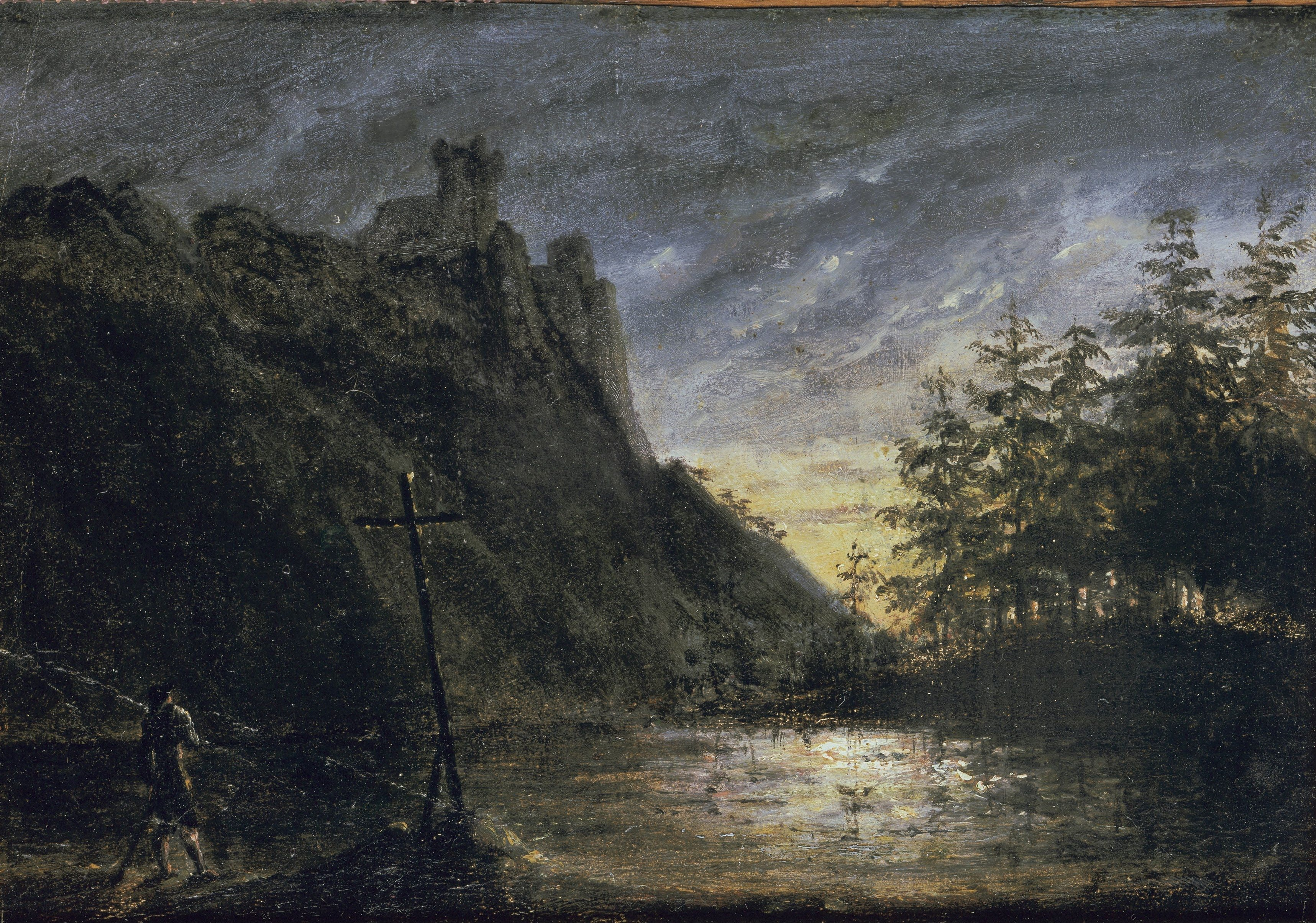
К. Блехен. Рыцарский замок Танненвайхер. Ок. 1823. Дерево, масло. Старая национальная галерея, Берлин
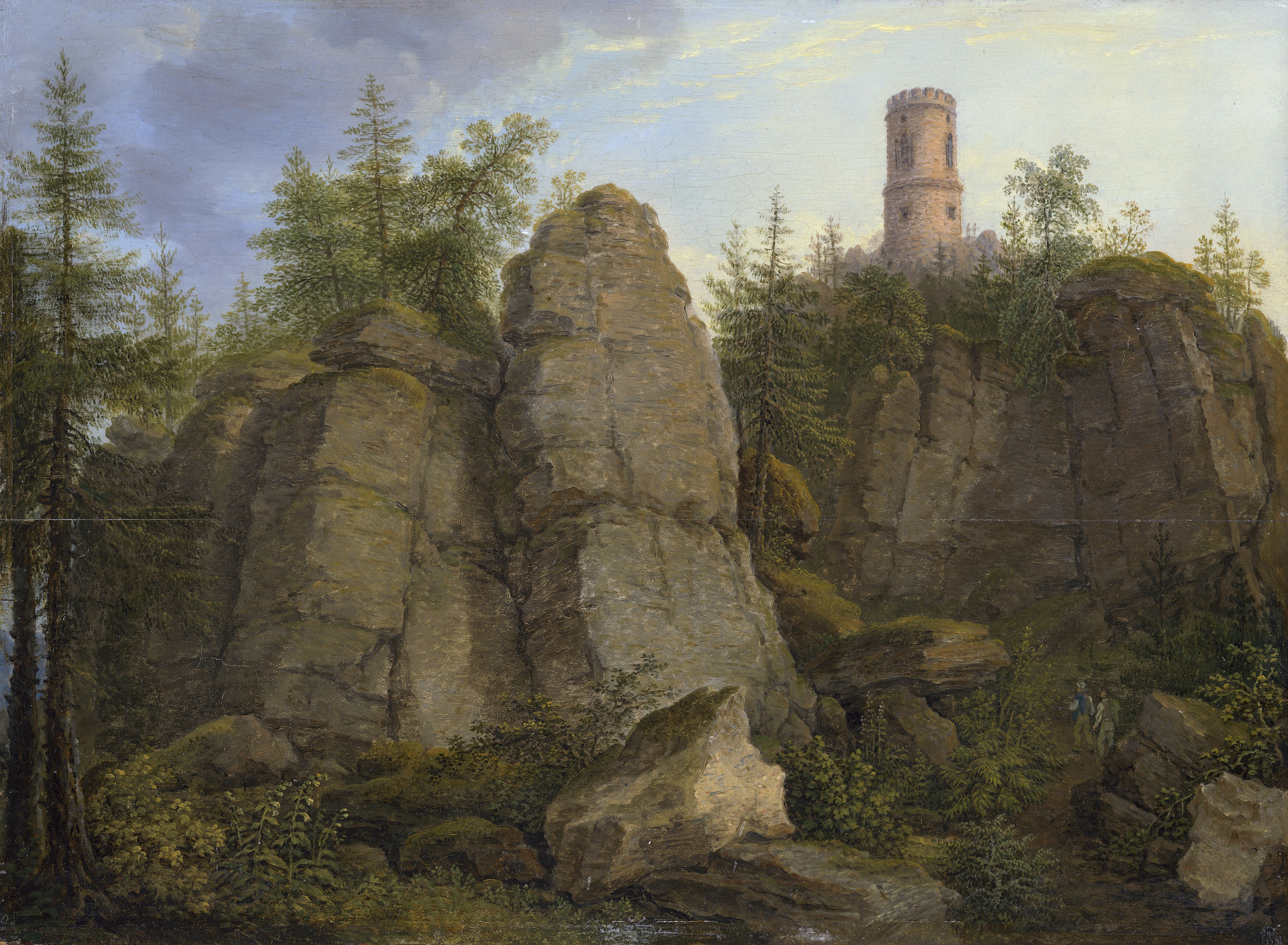
Й. Х. Кленгель. Клингштайн, порфировая скала возле Ауссига. Дерево, масло. Берлин
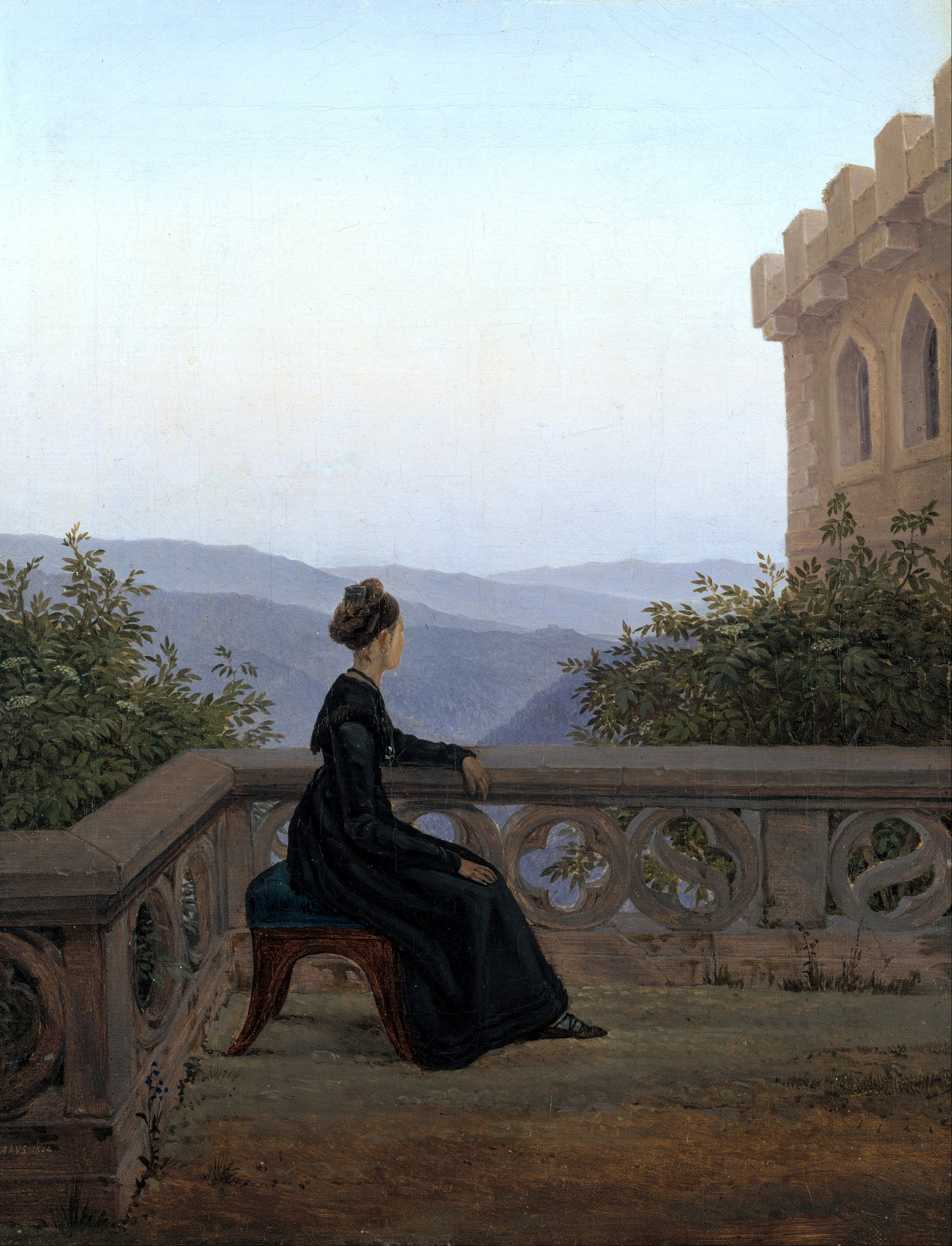
К. Г. Карус. Женщина на балконе. 1824. Холст, масло. Галерея новых мастеров, Дрезден
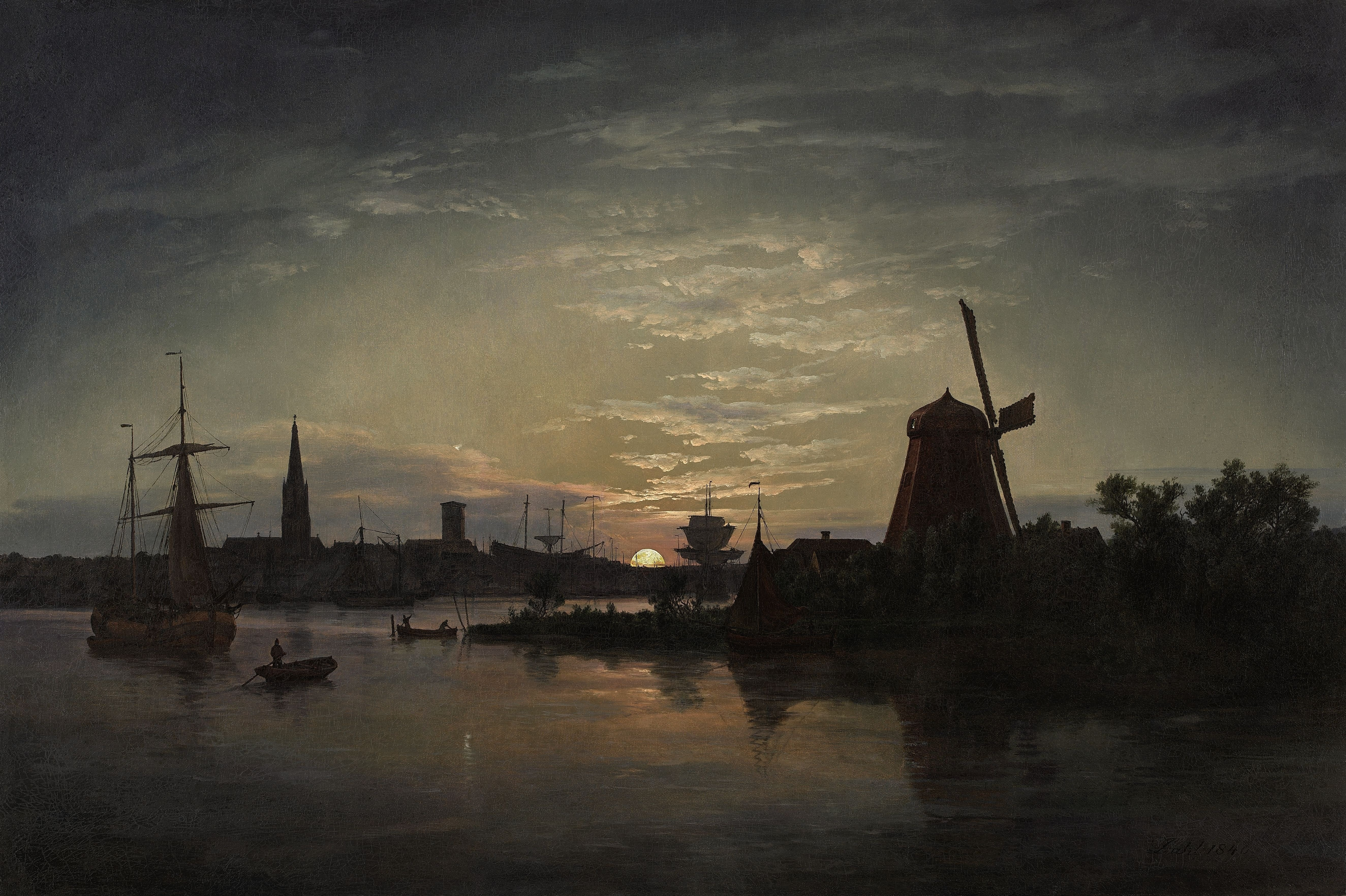
Й. К. Даль. Мельница в лунном свете. 1840. Холст, масло. Государственный музей Померании, Грайфсвальд